# Periandra heterophylla
Periandra heterophylla là một loài thực vật có hoa trong họ Đậu. Loài này được Benth. miêu tả khoa học đầu tiên.